# Francisco Boyero Delgado
Francisco Boyero Delgado (Cañete de las Torres, província de Còrdova, 10 d'abril de 1943) és un militar espanyol, primer Inspector General de l'Exèrcit de Terra amb seu a Barcelona, càrrec que substitueix l'antic Capità general de Catalunya.
Va ingressar a l'Exèrcit espanyol el 7 de setembre de 1961. És enginyer tècnic en topografia i en geodèsia. Entre altres destinacions, ha estat al comandament del Regiment de Transmissions Tàctiques n. 21, i ha estat director de Acadèmia d'Enginyers d'Hoyo de Manzanares en 1998-1999. En 1999 fou ascendit a general de divisió i destinat com a Comissionat del Pla Director de Sistemes d'Informació i Telecomunicacions de la Secretaria d'Estat de Defensa. El 7 de març de 2003 fou nomenat Inspector General de l'Exèrcit de Terra, càrrec equivalent al de capità general de Catalunya i capità general d'Aragó, englobats en la Regió Militar Pirinenca abans de l'última reorganització de les Forces Armades. Va ocupar el càrrec fins que va passar a la reserva el 18 de novembre de 2006.
L'agost de 2005 fou nomenat fill predilecte de Cañete de las Torres.